# Fay Kellogg
Fay Kellogg (Milton, Pennsilvània, Estats Units, 13 de maig de 1871-Brooklyn, 10 de juliol de 1918) fou una arquitecta, sufragista i defensora dels drets de les dones. Va viatjar a estudiar a París on gràcies als seus esforços el govern francès va aprovar una llei per permetre que les dones estudiessin en l'École des Beaux Arts. El 1903 va fundar la seva pròpia empresa i es va convertir en una especialista en construcció en acer.

## Primers anys
Kellogg va néixer a Milton, Pennsilvània, un petit poble que fins al dia d'avui no sobrepassa els deu mil habitants. La seva intenció era convertir-se en metgessa i va començar els estudis en la Columbian College, ara Universitat George Washington, a Washington, DC, fins que per insistència del seu pare va canviar de carrera i es va dedicar a estudiar arquitectura. Va començar els estudis amb un professor alemany amb el qual va estudiar durant dos anys les matèries de dibuix i matemàtiques.

## Trajectòria

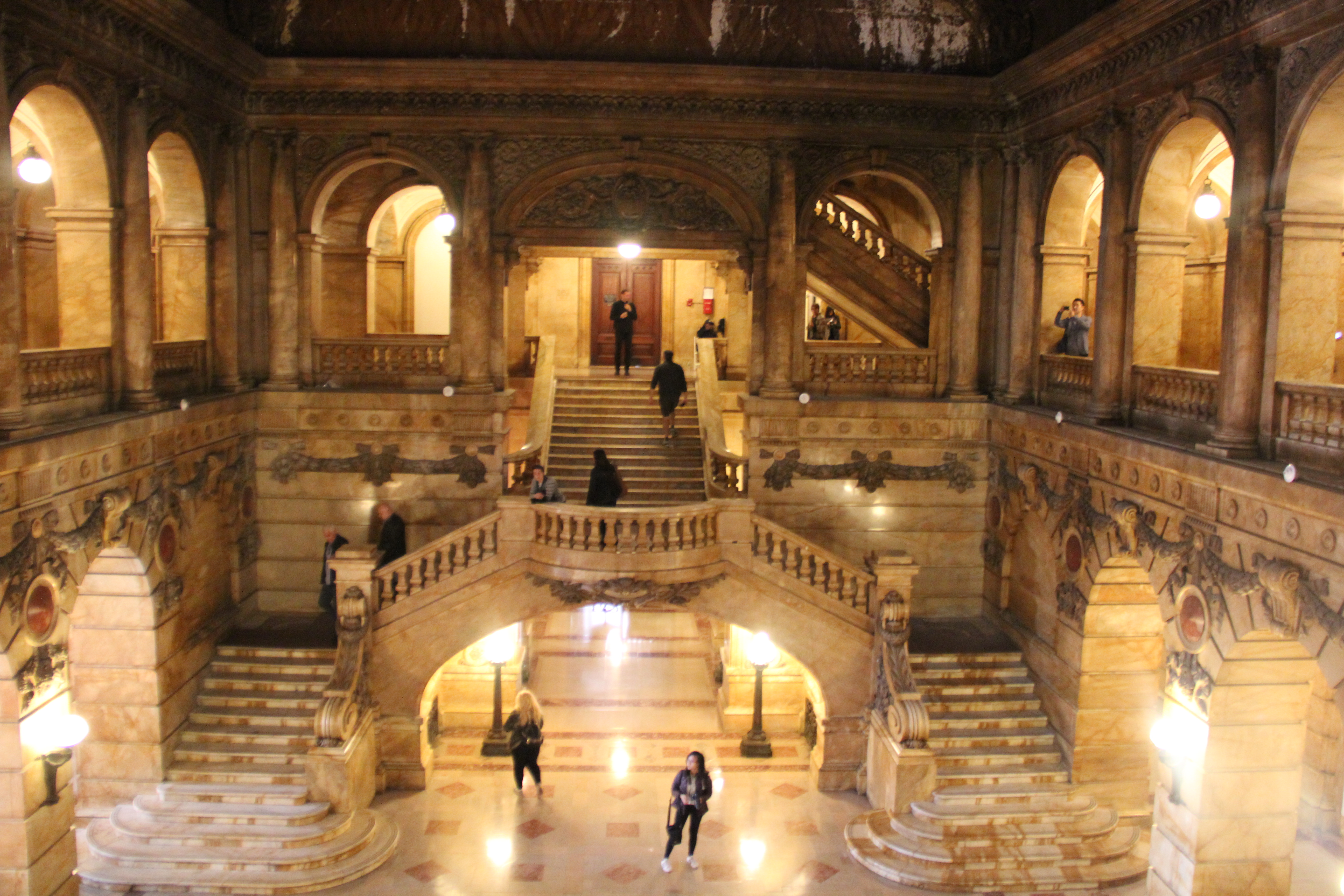
Escala doble del Hall of the Records, dissenyada per Fay Kellogg

Abans de la seva partida cap a París, Kellogg va treballar amb les firmes R. K. Davis i Carrere and Hastings. A París es va relacionar amb el taller de Marcel de Monclos. Durant la seva estada de dos anys a París, Kellogg va destacar pel seu treball en arquitectura i va advocar per l'admissió de dones en l'Ecole de Beaux Arts. En part a causa dels seus esforços, el govern francès va aprovar una llei per permetre que les dones hi estudiessin, a pesar que la llei va arribar massa tard perquè ella pogués fer ús de l'oportunitat. El fet va ser molt positiu, ja que va obrir pas a moltes dones aspirants a convertir-se en arquitectes, com va ser el cas de Julia Morgan, la primera dona a graduar-se en l'Ecole des Beaux Arts el 1903.
Lluitadora pels drets de les dones, Kellogg va ser també defensora del vot femení. Durant un discurs de la capdavantera activista Emmeline Pankhurst en el Carnegie Hall el 1909, Kellogg va ser l'única arquitecta entre les professionals assegudes a l'escenari.
En tornar als Estats Units el 1900, es va unir a la firma d'un reconegut arquitecte de Nova York, John R. Thomas, i va col·laborar amb el disseny, preparació de dibuixos i supervisió de la construcció del Hall of Records a Manhattan, un edifici d'estil Beaux Arts que avui és part de l'U. S. National Register of Historic Places. Kellogg va dissenyar la destacada escala en l'atri de l'edifici i va tenir la idea de col·locar estàtues dels primers governadors holandesos com Peter Stuyvesant a la façana de l'edifici perquè veiessin enfront l'evolució de la ciutat moderna.
Després de la mort de Thomas el 1901, va començar a treballar pel seu compte i va fundar la seva pròpia firma el 1903, establint-se com a especialista en construcció d'acer. Un dels seus primers encàrrecs com a arquitecta independent va ser la renovació i construcció de set edificis en Park Place, Manhattan, per l'American News Company, i va arribar a obtenir tots els encàrrecs de construcció i remodelació d'aquesta companyia als Estats Units.
Kellogg també va ajudar a dissenyar el Woman's Memorial Hospital de Brooklyn, i centenars d'altres edificis i cases de camp. Va dissenyar a més estacions de tren, estructures en camps militars durant la Primera Guerra mundial, un gratacel a San Francisco i va treballar com a arquitecta contractada per a un promotor immobiliari a Long Island.
Fay Kellogg va establir un important vincle professional amb dues de les arquitectes més destacades de l'època: Julia Morgan (1872-1957) i Katherine C. Budd (1860-1951). Morgan i Kellogg probablement es van conèixer quan totes dues vivien a París i tractaven d'ingressar a l'Ecole-des-Beaux-Arts i possiblement va presentar a Morgan i Budd a Nova York. Això va poder haver estat el començament de la relació que va portar les tres dones a treballar en el projecte de les Hostess Houses. El 1917, l'Associació Cristiana de Dones Joves (YWCA) realitza l'encàrrec a Katherine Budd de l'engegada de tots els projectes Hostess House dels Estats Units i aquesta divideix territorialment els encàrrecs, assignant a Morgan els projectes de l'oest, a Kellogg els de l'est, i ella pren els del mig oest del país.
Kellogg tenia una granja de sis hectàrees a Long Island on solia passar temporades durant l'any amb la intenció de retirar-s'hi finalment. Era una dona atlètica, participava en esgrima, jocs de bàsquet, golf, boxa, lluita lliure i activitats eqüestres. No obstant això, una davallada en la seva salut en la primavera de 1918, mentre supervisava la construcció de les cases per a l'Associació Cristiana de Dones Joves en Camp Gordonde a Atlanta, li va deteriorar la salut i va morir al juliol de 1918 a la seva casa de Brooklyn.

## Obres
- Supervisió de la construcció per al Hall of Records a Manhattan.
- Renovació i construcció de set edificis a Park Place, Manhattan, per l'American News Company.
- Woman's Memorial Hospital de Brooklyn.
- Cases per a l'Associació Cristiana de Dones Joves.